# Copa Asiática Sub-23 de la AFC de 2024
La Copa Asiática Sub-23 de la AFC de 2024, fue la sexta edición de este torneo de fútbol a nivel de selecciones sub-23 organizado por la Confederación Asiática de Fútbol (AFC), el cual se conocía anteriormente como Campeonato Sub-23 de la AFC. El torneo se disputó en Catar del 15 de abril al 3 de mayo de 2024.
El torneo sirvió como clasificatorio de la AFC para el torneo de fútbol masculino de los Juegos Olímpicos de verano de 2024. Los tres mejores equipos del torneo se clasificaron para los Juegos Olímpicos de Francia como representantes de la AFC, mientras que el cuarto mejor equipo jugará un partido de desempate de la AFC-CAF para la clasificación. Un total de 16 equipos compitieron en el torneo.

## Sedes
| Catar                        | Catar                         | Catar                       |
| Doha                         | Al Wakrah                     | Doha Al Wakrah Duhail Rayán |
| ---------------------------- | ----------------------------- | --------------------------- |
| Estadio Jassim bin Hamad     | Estadio Al Janoub             | Doha Al Wakrah Duhail Rayán |
| Capacidad: 15 000            | Capacidad: 44 325             | Doha Al Wakrah Duhail Rayán |
|                              |                               | Doha Al Wakrah Duhail Rayán |
| Duhail                       | Rayán                         | Doha Al Wakrah Duhail Rayán |
| Estadio Abdullah bin Khalifa | Estadio Internacional Khalifa | Doha Al Wakrah Duhail Rayán |
| Capacidad: 12 000            | Capacidad: 45 857             | Doha Al Wakrah Duhail Rayán |
|                              |                               | Doha Al Wakrah Duhail Rayán |

## Clasificación
- En cursiva el equipo debutante.

| Selecciones participantes | Selecciones participantes | Selecciones participantes | Selecciones participantes |
| ------------------------- | ------------------------- | ------------------------- | ------------------------- |
| Arabia Saudita            | Australia                 | Catar                     | Corea del Sur             |
| Emiratos Árabes Unidos    | Indonesia                 | Irak                      | Irán                      |
| Japón                     | Jordania                  | Kuwait                    | Malasia                   |
| Tailandia                 | Tayikistán                | Uzbekistán                | Vietnam                   |

## Sorteo
El sorteo tuvo lugar en el Wyndham Doha West Bay de Doha el 23 de noviembre de 2023 a las 12:00 AST (UTC+3).
| Bombo 1                                                       | Bombo 2                                          | Bombo 3                                                         | Bombo 4                                            |
| ------------------------------------------------------------- | ------------------------------------------------ | --------------------------------------------------------------- | -------------------------------------------------- |
| 1. Catar (anfitrión) 2. Arabia Saudita 3. Uzbekistán 4. Japón | 5. Australia 6. Irak 7. Vietnam 8. Corea del Sur | 9. Tailandia 10. Jordania 11. Emiratos Árabes Unidos 12. Kuwait | 13. Malasia 14. Tayikistán 15. China 16. Indonesia |

## Fase de grupos
Los dos primeros de cada grupo avanzan a cuartos de final.
Criterios de desempate:
1- Puntos
2- En caso de igualdad de puntos, partidos entre sí
3- En caso de igualdad en los partidos entre sí, diferencia de goles en todos los partidos
4. En caso de igualdad en la diferencia de goles, será por goles a favor
5- Sorteo
- Todos los partidos tienen el huso horario de Catar, UTC+03:00.

### Grupo A
| Equipo    | Pts | PJ | PG | PE | PP | GF | GC | Dif |
| --------- | --- | -- | -- | -- | -- | -- | -- | --- |
| Catar     | 7   | 3  | 2  | 1  | 0  | 4  | 1  | 3   |
| Indonesia | 6   | 3  | 2  | 0  | 1  | 5  | 3  | 2   |
| Australia | 2   | 3  | 0  | 2  | 1  | 0  | 1  | -1  |
| Jordania  | 1   | 3  | 0  | 1  | 2  | 2  | 6  | -4  |

| 15 de abril de 2024 | Catar                                  | 2:0 (1:0) | Indonesia | Estadio Jassim bin Hamad, Doha,                             |                                                             |
| 18:30               | - Ali Sabah 45+1' (pen.) - Al-Rawi 54' | Reporte   |           | Asistencia: 8.667 espectadores Árbitro(s): Nasrullo Kabirov | Asistencia: 8.667 espectadores Árbitro(s): Nasrullo Kabirov |

| 15 de abril de 2024 | Australia | 0:0     | Jordania | Estadio Abdullah bin Khalifa, Duhail,                      |                                                            |
| 16:00               |           | Reporte |          | Asistencia: 1.356 espectadores Árbitro(s): Hiroyuki Kimura | Asistencia: 1.356 espectadores Árbitro(s): Hiroyuki Kimura |

| 18 de abril de 2024 | Jordania | 1:2 (0:1) | Catar | Estadio Jassim bin Hamad, Doha, |                                |
| 18:30               |          | Reporte   |       | Asistencia: 8.132 espectadores  | Asistencia: 8.132 espectadores |

| 18 de abril de 2024 | Indonesia | 1:0 (1:0) | Australia | Estadio Abdullah bin Khalifa, Duhail, |                                |
| 16:00               |           | Reporte   |           | Asistencia: 2.925 espectadores        | Asistencia: 2.925 espectadores |

| 21 de abril de 2024 | Catar | 0:0     | Australia | Estadio Jassim bin Hamad, Doha, |                                |
| 18:30               |       | Reporte |           | Asistencia: 6.412 espectadores  | Asistencia: 6.412 espectadores |

| 21 de abril de 2024 | Jordania | 1:4 (0:2) | Indonesia | Estadio Abdullah bin Khalifa, Duhail, |                                |
| 18:30               |          | Reporte   |           | Asistencia: 5.632 espectadores        | Asistencia: 5.632 espectadores |

### Grupo B
| Equipo                 | Pts | PJ | PG | PE | PP | GF | GC | Dif |
| ---------------------- | --- | -- | -- | -- | -- | -- | -- | --- |
| Corea del Sur          | 9   | 3  | 3  | 0  | 0  | 4  | 0  | 4   |
| Japón                  | 6   | 3  | 2  | 0  | 1  | 3  | 1  | 2   |
| China                  | 3   | 3  | 1  | 0  | 2  | 2  | 4  | -2  |
| Emiratos Árabes Unidos | 0   | 3  | 0  | 0  | 3  | 1  | 5  | -4  |

| 16 de abril de 2024 | Japón        | 1:0 (1:0) | China | Estadio Jassim bin Hamad, Doha,                        |                                                        |
| 16:00               | - Matsuki 8' | Reporte   |       | Asistencia: 390 espectadores Árbitro(s): Casey Reibelt | Asistencia: 390 espectadores Árbitro(s): Casey Reibelt |

| 16 de abril de 2024 | Corea del Sur | 1:0 (0:0) | Emiratos Árabes Unidos | Estadio Abdullah bin Khalifa, Duhail,                     |                                                           |
| 18:30               |               | Reporte   |                        | Asistencia: 378 espectadores Árbitro(s): Rustam Lutfullin | Asistencia: 378 espectadores Árbitro(s): Rustam Lutfullin |

| 19 de abril de 2024 | Emiratos Árabes Unidos | 0:2 (0:1) | Japón | Estadio Jassim bin Hamad, Doha, |                                |
| 18:30               |                        | Reporte   |       | Asistencia: 2.097 espectadores  | Asistencia: 2.097 espectadores |

| 19 de abril de 2024 | China | 0:2 (0:1) | Corea del Sur | Estadio Abdullah bin Khalifa, Duhail, |                                |
| 16:00               |       | Reporte   |               | Asistencia: 1.398 espectadores        | Asistencia: 1.398 espectadores |

| 22 de abril de 2024 | Emiratos Árabes Unidos | 1:2 (0:2) | China | Estadio Abdullah bin Khalifa, Duhail, |                                |
| 16:00               |                        | Reporte   |       | Asistencia: 2.411 espectadores        | Asistencia: 2.411 espectadores |

| 22 de abril de 2024 | Japón | 0:1 (0:0) | Corea del Sur | Estadio Jassim bin Hamad, Doha, |                                |
| 16:00               |       | Reporte   |               | Asistencia: 2.683 espectadores  | Asistencia: 2.683 espectadores |

### Grupo C
| Equipo         | Pts | PJ | PG | PE | PP | GF | GC | Dif |
| -------------- | --- | -- | -- | -- | -- | -- | -- | --- |
| Irak           | 6   | 3  | 2  | 0  | 1  | 6  | 5  | 1   |
| Arabia Saudita | 6   | 3  | 2  | 0  | 1  | 10 | 4  | 6   |
| Tayikistán     | 3   | 3  | 2  | 0  | 1  | 5  | 8  | -3  |
| Tailandia      | 3   | 3  | 1  | 0  | 2  | 2  | 6  | -4  |

| 16 de abril de 2024 | Arabia Saudita | 4:2 (2:1) | Tayikistán | Estadio Internacional Jalifa, Rayán, |  |
| 21:00               |                | Reporte   |            |                                      |  |

| 16 de abril de 2024 | Irak | 0:2 (0:1) | Tailandia | Estadio Al Janoub, Al Wakrah, |  |
| 18:30               |      | Reporte   |           |                               |  |

| 19 de abril de 2024 | Tayikistán | 2:4 (1:2) | Irak | Estadio Al Janoub, Al Wakrah, |  |
| 21:00               |            | Reporte   |      |                               |  |

| 19 de abril de 2024 | Arabia Saudita | 5:0 (3:0) | Tailandia | Estadio Internacional Jalifa, Rayán, |  |
| 18:30               |                | Reporte   |           |                                      |  |

| 22 de abril de 2024 | Tailandia | 0:1 (0:0) | Tayikistán | Estadio Al Janoub, Al Wakrah, |  |
| 18:30               |           | Reporte   |            |                               |  |

| 22 de abril de 2024 | Arabia Saudita | 1:2 (1:1) | Irak | Estadio Internacional Jalifa, Rayán, |  |
| 18:30               |                | Reporte   |      |                                      |  |

### Grupo D
| Equipo     | Pts | PJ | PG | PE | PP | GF | GC | Dif |
| ---------- | --- | -- | -- | -- | -- | -- | -- | --- |
| Uzbekistán | 9   | 3  | 3  | 0  | 0  | 10 | 0  | 10  |
| Vietnam    | 6   | 3  | 2  | 0  | 1  | 5  | 4  | 1   |
| Kuwait     | 3   | 3  | 1  | 0  | 2  | 3  | 9  | -6  |
| Malasia    | 0   | 3  | 0  | 0  | 3  | 1  | 6  | -5  |

| 17 de abril de 2024 | Uzbekistán | 2:0 (1:0) | Malasia | Estadio Internacional Jalifa, Rayán, |  |
| 16:00               |            | Reporte   |         |                                      |  |

| 17 de abril de 2024 | Vietnam | 3:1 (1:1) | Kuwait | Estadio Al Janoub, Al Wakrah, |  |
| 18:30               |         | Reporte   |        |                               |  |

| 20 de abril de 2024 | Kuwait | 0:5 (0:1) | Uzbekistán | Estadio Al Janoub, Al Wakrah, |  |
| 18:30               |        | Reporte   |            |                               |  |

| 20 de abril de 2024 | Malasia | 0:2 (0:1) | Vietnam | Estadio Internacional Jalifa, Rayán, |  |
| 16:00               |         | Reporte   |         |                                      |  |

| 23 de abril de 2024 | Kuwait | 2:1 (1:0) | Malasia | Estadio Al Janoub, Al Wakrah, |  |
| 18:30               |        | Reporte   |         |                               |  |

| 23 de abril de 2024 | Uzbekistán                     | 3:0 (3:0) | Vietnam | Estadio Internacional Jalifa, Rayán, |                          |
| 18:30               | - Odilov 4', 40' - Jiyanov 36' | Reporte   |         | Árbitro(s): Woo-Sung Kim             | Árbitro(s): Woo-Sung Kim |

## Ronda final
|  | Cuartos de final | Cuartos de final |            |           | Semifinales | Semifinales |             |              | Final        | Final |  |
|  |                  |                  |            |           |             |             |             |              |              |       |  |
|  |                  |                  |            |           |             |             |             |              |              |       |  |
|  | Catar            | 2                |            |           |             |             |             |              |              |       |  |
|  | Catar            | 2                |            |           |             |             |             |              |              |       |  |
|  | Japón (t.s.)     | 4                |            |           |             |             |             |              |              |       |  |
|  | Japón (t.s.)     | 4                |            | Japón     | 2           |             |             |              |              |       |  |
|  |                  |                  |            | Japón     | 2           |             |             |              |              |       |  |
|  |                  |                  | Irak       | 0         |             |             |             |              |              |       |  |
|  | Irak             | 1                | Irak       | 0         |             |             |             |              |              |       |  |
|  | Irak             | 1                |            |           |             |             |             |              |              |       |  |
|  | Vietnam          | 0                |            |           |             |             |             |              |              |       |  |
|  | Vietnam          | 0                |            |           |             |             |             | Japón        | 1            |       |  |
|  |                  |                  |            |           |             |             |             | Japón        | 1            |       |  |
|  |                  |                  | Uzbekistán | 0         |             |             |             |              |              |       |  |
|  | Corea del Sur    | 2 (10)           | Uzbekistán | 0         |             |             |             |              |              |       |  |
|  | Corea del Sur    | 2 (10)           |            |           |             |             |             |              |              |       |  |
|  | Indonesia (p.)   | 2 (11)           |            |           |             |             |             |              |              |       |  |
|  | Indonesia (p.)   | 2 (11)           |            | Indonesia | 0           |             |             | Tercer lugar | Tercer lugar |       |  |
|  |                  |                  |            | Indonesia | 0           |             |             | Tercer lugar | Tercer lugar |       |  |
|  |                  |                  | Uzbekistán | 2         |             |             |             |              |              |       |  |
|  | Uzbekistán       | 2                | Uzbekistán | 2         |             |             | Irak (t.s.) | 2            |              |       |  |
|  | Uzbekistán       | 2                |            |           |             |             | Irak (t.s.) | 2            |              |       |  |
|  | Arabia Saudita   | 0                |            |           |             |             |             |              | Indonesia    | 1     |  |
|  | Arabia Saudita   | 0                |            |           |             |             |             |              | Indonesia    | 1     |  |
|  |                  |                  |            |           |             |             |             |              |              |       |  |

### Cuartos de final
| 25 de abril de 2024 | Catar                   | 2:4 (1:1, 2:2) (t. s.) | Japón                                                 | Estadio Jassim bin Hamad, Doha                          |                                                         |
| 17:00               | Al-Rawi 24' · Gaber 49' | Reporte                | Yamada 2' · Kimura 67' · Hosoya 101' · K. Uchino 113' | Asistencia: 9.573 espectadores Árbitro(s): Hanna Hattab | Asistencia: 9.573 espectadores Árbitro(s): Hanna Hattab |

| 25 de abril de 2024 | Corea del Sur | 2:2 (1:2, 2:2) (t. s.)(10:11 p.) | Indonesia | Abdullah bin Khalifa Stadium, Duhail                   |                                                        |
| 20:30               | Komang 45' (a.g.) · Jeong Sang-bin 84' | Reporte                          | Struick 15', 45+3'                                                                                               | Asistencia: 9.105 espectadores Árbitro(s): Shaun Evans | Asistencia: 9.105 espectadores Árbitro(s): Shaun Evans |
|                     | | Tiros desde el punto penal       | |                                                        |                                                        |
|                     | - Kim Min-woo - Lee Kang-hee - Hwang Jae-won - Paik Sang-hoon - Byun Joon-soo - Kang Sang-yoon - Jeong Sang-bin - Hong Yun-sang - Cho Hyun-taek - Baek Jong-bum - Kim Min-woo - Lee Kang-hee |                                  | - Sananta - Arhan - Struick - Marselino - Hubner - Arkhan - Sroyer - Ridho - Ferarri - Ernando - Sananta - Arhan |                                                        |                                                        |

| 26 de abril de 2024 | Uzbekistán                        | 2:0 (1:0) | Arabia Saudita | Estadio Internacional Khalifa, Rayán                                    |                                                                         |
| 17:00               | Norchaev 45+2' · Rakhmonaliev 84' | Reporte   |                | Asistencia: 5.379 espectadores Árbitro(s): Ahmed Faisal Mohammad Al Ali | Asistencia: 5.379 espectadores Árbitro(s): Ahmed Faisal Mohammad Al Ali |

| 26 de abril de 2024 | Irak             | 1:0 (0:0) | Vietnam | Estadio Al Janoub, Al Wakrah                            |                                                         |
| 20:30               | Jasim 64' (pen.) | Reporte   |         | Asistencia: 3.182 espectadores Árbitro(s): Hyung-Jin Ko | Asistencia: 3.182 espectadores Árbitro(s): Hyung-Jin Ko |

### Semifinales
Los ganadores clasificaron a los Juegos Olímpicos de verano de 2024.
| 29 de abril de 2024 | Indonesia | 0:2 (0:0) | Uzbekistán                      | Estadio Jassim bin Hamad, Doha                         |                                                        |
| 17:00               |           | Reporte   | Norchaev 68' · Arhan 86' (a.g.) | Asistencia: 8.792 espectadores Árbitro(s): Shen Yinhao | Asistencia: 8.792 espectadores Árbitro(s): Shen Yinhao |

| 29 de abril de 2024 | Japón                  | 2:0 (2:0) | Irak | Abdullah bin Khalifa Stadium, Duhail                   |                                                        |
| 20:30               | Hosoya 28' · Araki 42' | Reporte   |      | Asistencia: 6.405 espectadores Árbitro(s): Shaun Evans | Asistencia: 6.405 espectadores Árbitro(s): Shaun Evans |

### Tercer puesto
El ganador clasificó a los Juegos Olímpicos de verano de 2024. El perdedor avanzó al partido de repesca AFC-CAF.
| 2 de mayo de 2024 | Irak                    | 2:1 (1:1, 1:1) (t. s.) | Indonesia  | Abdullah bin Khalifa Stadium, Duhail                         |                                                              |
| 18:30             | Tahseen 27' · Jasim 96' | Reporte                | Jenner 19' | Asistencia: 8.090 espectadores Árbitro(s): Majed Al-Shamrani | Asistencia: 8.090 espectadores Árbitro(s): Majed Al-Shamrani |

### Final
| 3 de mayo de 2024 | Japón        | 1:0 (0:0) | Uzbekistán | Estadio Jassim bin Hamad, Doha                                |                                                               |
| 18:30             | Yamada 90+1' | Reporte   |            | Asistencia: 12.276 espectadores Árbitro(s): Mooud Bonyadifard | Asistencia: 12.276 espectadores Árbitro(s): Mooud Bonyadifard |

|                          |
|                          |
| Campeón Japón 2.º título |

## Goleadores
4 goles
- Ali Jasim

3 goles
- Abdullah Radif
- Aiman Yahya
- Lee Young-jun
- Khusayin Norchaev

## Clasificación general
| Pos. | Selección              | Pts. | PJ | PG | PE | PP | GF | GC | DG | Rend.  |
| ---- | ---------------------- | ---- | -- | -- | -- | -- | -- | -- | -- | ------ |
| 1    | Japón                  | 15   | 6  | 5  | 0  | 1  | 10 | 3  | 7  | 83.33% |
| 2    | Uzbekistán             | 15   | 6  | 5  | 0  | 1  | 14 | 1  | 13 | 83.33% |
| 3    | Irak                   | 12   | 6  | 4  | 0  | 2  | 9  | 8  | 1  | 66.67% |
| 4    | Indonesia              | 7    | 6  | 2  | 1  | 3  | 8  | 9  | –1 | 38.89% |
| 5    | Corea del Sur          | 10   | 4  | 3  | 1  | 0  | 6  | 2  | 4  | 83.33% |
| 6    | Catar                  | 7    | 4  | 2  | 1  | 1  | 6  | 5  | 1  | 58.33% |
| 7    | Arabia Saudita         | 6    | 4  | 2  | 0  | 2  | 10 | 6  | 4  | 50%    |
| 8    | Vietnam                | 6    | 4  | 2  | 0  | 2  | 5  | 5  | 0  | 50%    |
| 9    | China                  | 3    | 3  | 1  | 0  | 2  | 2  | 4  | –2 | 33.33% |
| 10   | Tayikistán             | 3    | 3  | 1  | 0  | 2  | 5  | 8  | –3 | 33.33% |
| 11   | Kuwait                 | 3    | 3  | 1  | 0  | 2  | 3  | 9  | –6 | 33.33% |
| 12   | Tailandia              | 3    | 3  | 1  | 0  | 2  | 2  | 6  | –4 | 33.33% |
| 13   | Australia              | 2    | 3  | 0  | 2  | 1  | 0  | 1  | –1 | 22.22% |
| 14   | Jordania               | 1    | 3  | 0  | 1  | 2  | 2  | 6  | -4 | 11.11% |
| 15   | Emiratos Árabes Unidos | 0    | 3  | 0  | 0  | 3  | 1  | 5  | –4 | 0%     |
| 16   | Malasia                | 0    | 3  | 0  | 0  | 3  | 1  | 6  | –5 | 0%     |

## Repechaje olímpico
Indonesia (cuarto lugar del torneo) y Guinea (cuarto lugar de la Copa Africana de Naciones Sub-23 de 2023) disputaron un partido único de repechaje en busca de un boleto al torneo olímpico.

| 9 de mayo de 2024 | Indonesia | 0:1 (0:1) | Guinea            | INF Clairefontaine, Clairefontaine-en-Yvelines |                               |
| 15:00 (UTC+2)     |           |           | Moriba 29' (pen.) | Árbitro(s): François Letexier                  | Árbitro(s): François Letexier |

- Guinea clasificó a los Juegos Olímpicos de París 2024.

## Clasificados a losJuegos Olímpicos de París 2024
| Bandera de Irak | Bandera de Japón | Bandera de Uzbekistán |
| Irak            | Japón            | Uzbekistán            |